# Club Atlético Maronese
El Club Atlético Maronese es un club de la ciudad de Neuquén. El club participa de la Liga de Fútbol del Neuquén, en la cual se consagró campeón en 5 ocasiones, Apertura 2006, Apertura 2008 (en esta edición como invicto), Clausura 2009, Clausura 2010 y en el Torneo Lifune 2023. 
Disputó el Torneo Federal B 2015, al consagrarse campeón del Torneo del Interior 2014, al derrotar en la final a Cruz del Sur de Bariloche por un global de 6-4donde su figura Mario barros se despachó con 2 tantos 
Disputó el Torneo Regional Amateur 2021/22: perdió en 2.ª Fase con Unión Allen Progresista.
Clasificó al Torneo Regional Federal Amateur 2023/2024.

## Trayectoria
Participaciones en torneos nacionales y regionales:
- Torneo Federal B
- Torneo Argentino C
- Copa Argentina de Fútbol[2]
- Liga de Fútbol del Neuquén
- Torneo Regional Federal Amateur

## Palmarés
- Torneo Argentino C (1): 2014.[3]
- Liga de Fútbol del Neuquén (4): 2003, 2006, 2008, 2009, 2010 y 2023 x2.